# Geert Lovink

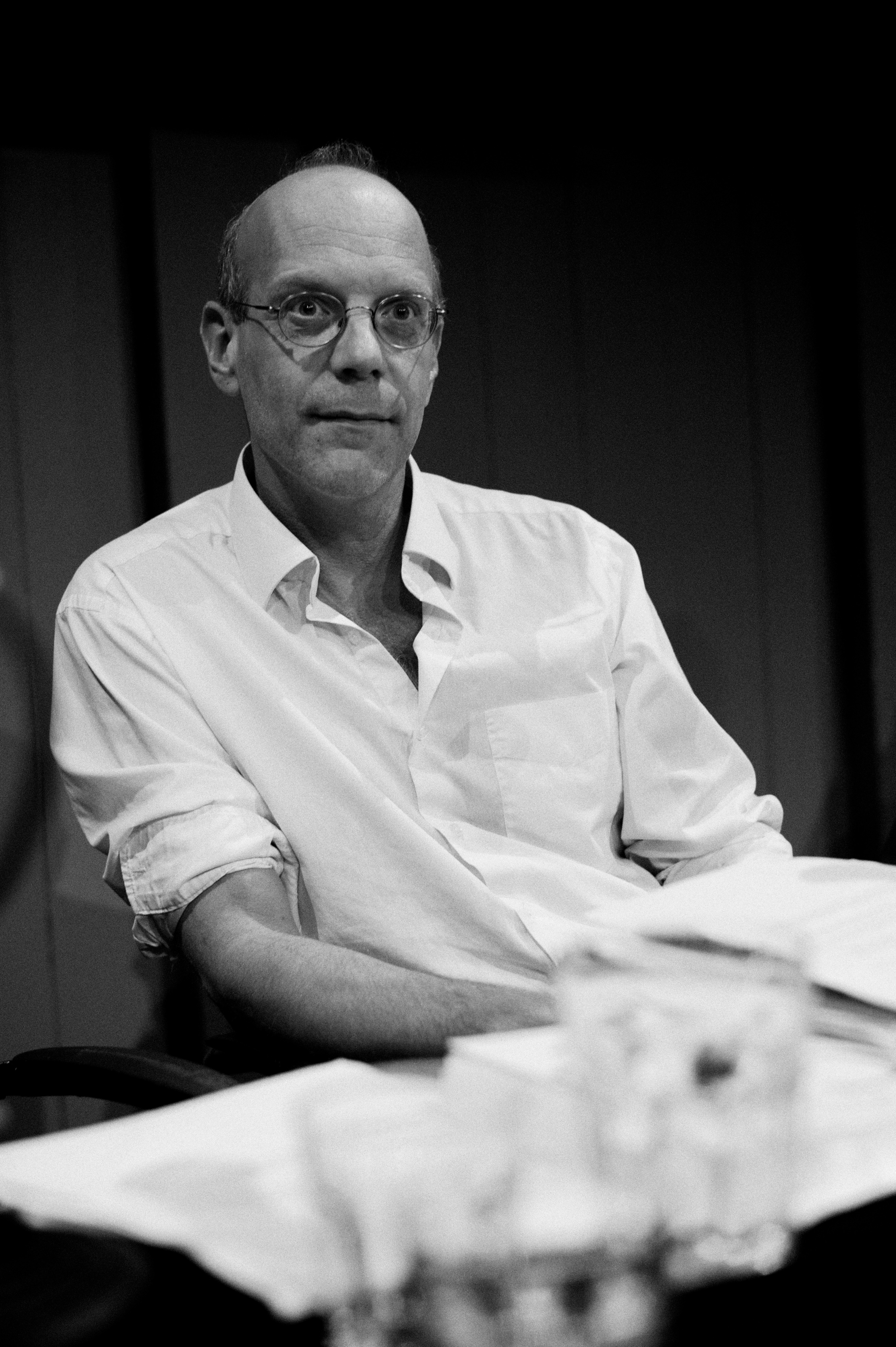
Geert Lovink, im November 2010

Geert Lovink (* 1959 in Amsterdam) ist ein niederländisch-australischer Medienwissenschaftler und Netzaktivist.

## Leben
Lovink studierte zunächst Politikwissenschaft an der Universität von Amsterdam, bevor er an der Universität Melbourne mit einer Arbeit über die „Dynamik der kritischen Internet-Kultur“ (Dynamics of critical internet culture) promoviert wurde. Im Jahre 2003 war er Postdoc-Fellow an der Universität Queensland in Brisbane. 2004 erhielt er einen Ruf als Forschungsprofessor an die Hogeschool van Amsterdam (HvA), wo er interaktive Medien unterrichtet. Daneben ist er Dozent für Neue Medien an der Universität von Amsterdam. Seit 2021 ist Lovink zudem Professor für Kunst und Netzwerkkulturen an der Universität Amsterdam.
Lovink ist Gründungsdirektor des medientheoretischen Institute of network cultures (INC) mit Sitz an der Hogeschool van Amsterdam, das sich der Kultur in virtuellen Netzwerken als soziales Phänomen widmet und diese „von innen heraus“, also als teilnehmender Beobachter, untersucht. Das 2004 gegründete Institut beschäftigt sich mit dem Internet und sämtlichen anderen neuen Medien.
Außerdem hat Lovink eine Reihe weiterer Projekte zur Netzkultur initiiert, die er bis heute begleitet, darunter das Magazin zur Medienkunst Mediamatic und die Kampagne für unabhängige Medien in Südosteuropa Press Now, die im Zuge des Zerfalls von Jugoslawien entstanden war. FibreCulture ist ein australisches Forum zur Internetkultur, das Lovink 2001 mitgegründet hatte.
Seit 1995 betreibt er (zusammen mit Pit Schultz initiiert) die Mailingliste nettime-l, die als ein Medium für den medientheoretischen Diskurs dient. Er gilt zusammen mit Pit Schultz als Begründer der Netzkritik.
Am 31. Mai 2010 nahm Geert Lovink an der Aktion „Quit Facebook Day“ teil und löschte seinen Facebook-Account.

## Schriften
- Dark Fiber, Cambridge Mass.: MIT Press, 2002 (dt.: Dark Fiber – auf den Spuren einer kritischen Internetkultur, Bonn: Bundeszentrale für politische Bildung, Schriftenreihe, Band 425, 2003; zugleich: Opladen: Leske und Budrich 2004, ISBN 3-8100-4145-9).
- Uncanny Networks, Cambridge Mass.: MIT Press 2002.
- My First Recession, Rotterdam: NAi/V2_Publishing 2003.
- The Principle of Notworking, Amsterdam: Amsterdam University Press 2005.
- New Media, Art and Science: Explorations Beyond the Official Discourse, in: Scott McQuire and Nikos Papastergiadis (eds.), Empires, Ruins + Networks: The Transcultural Agenda in Art, Melbourne: University of Melbourne Press 2005.
- Tactical Media, the Second Decade, Brazilian Submidialogia, 2005.
- Mit Trebor Scholz (Hrsg.): The Art of Free Cooperation. Autonomedia/Institute for Distributed Creativity, New York 2007, ISBN 978-1-57027-177-9.
- Zero Comments: Elemente einer kritischen Internetkultur, Transcript Verlag, Bielefeld 2008, ISBN 978-3-89942-804-9.
- Das halbwegs Soziale. Eine Kritik der Vernetzungskultur. Transcript Verlag, Bielefeld 2012, ISBN 978-3-8376-1957-7.
- Im Bann der Plattformen. Die nächste Runde der Netzkritik. Transcript Verlag. Bielefeld 2017, ISBN 978-3-8376-3368-9.
- Digitaler Nihilismus. Thesen zur dunklen Seite der Plattformen. Transcript Verlag. Bielefeld 2019, ISBN 978-3-8376-4975-8.
- Mit Mieke Gerritzen: Made in China, designed in California, criticised in Europe. Amsterdam Design Manifesto. BIS Publishers. Amsterdam 2020, ISBN 978-90-6369-587-3.
- In der Plattformfalle. Plädoyer zur Rückeroberung des Internets. Transcript Verlag. Bielefeld 2022, ISBN 978-3-8376-6333-4.
- Extinction Internet. Institute of Network Cultures, Amsterdam 2022, ISBN 978-94-92302-94-6. Antrittsvorlesung als „Professor of Art and Network Cultures, within Modern and Contemporary Art History, Faculty of Humanities“ an der Universität Amsterdam.